# 雛鶴神社

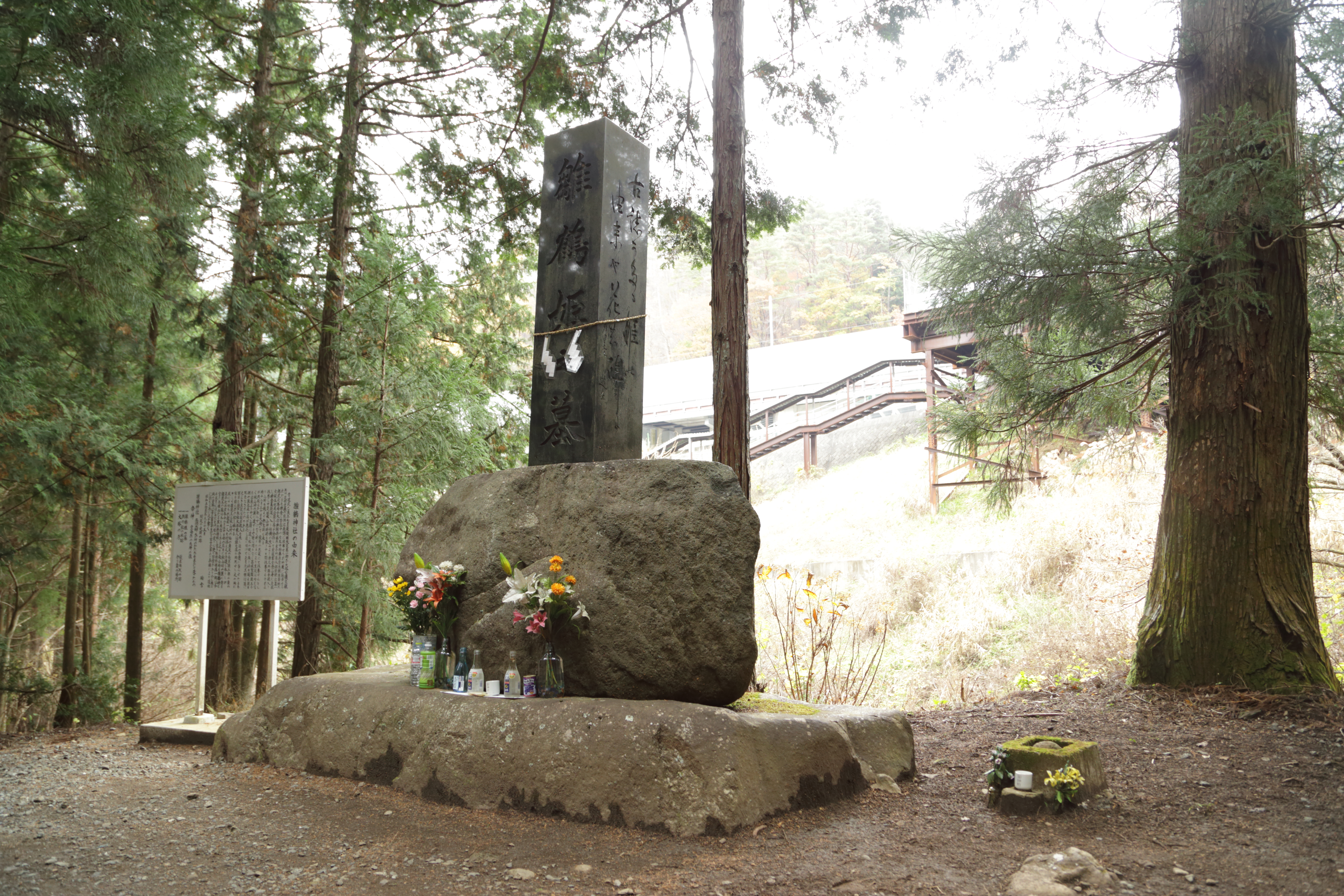
1996年に再建された雛鶴姫の墓

雛鶴神社（ひなづるじんじゃ）は、山梨県都留市ある神社である。石船神社に首級が祀られている護良親王のお妃である雛鶴姫を祀っている。祀られているご神体は大塔宮の守護神かつ雛鶴姫の守護神である天神様の木像である。像は背丈4寸の大きさで、弘仁9年(818年)空海奉作之と記されている。2012年4月に雛鶴神社の案内板が近くの県道沿いに設置された。

## 祭事
祭りは4月20日に行われ、神楽を奉納する。氏子総代3名と曾雌の区長（自治会長）が参列し、住民も参加する。お神酒と山の物・海の物などの供物を用意し、13〜14時にお宮で祭典をした。

## 雛鶴姫
雛鶴姫は護良親王の側室であった。1334年（建武元年）護良親王が京都で捕えられ、鎌倉に護送され幽閉された。1335年（建武2年）護良親王は鎌倉で殺害される。京都から鎌倉に随行し、最後まで仕えた雛鶴姫は、護良親王を手厚く葬ろうと首級を抱えて、鎌倉から故郷十津川を目指して鎌倉を脱出した。鎌倉街道を秋山村に入ったが、秋山村無生野にたどり着き宿を求めたが、足利氏の咎めが及ぶことを怖れた村人に断られた。そのため一行は現在の雛鶴峠付近に至った。懐妊していた雛鶴姫は産気づき、従者の手で作られた枯れ草を集めた褥で、王子を産むとともに22歳で死亡。王子は葛城宮綴連王と名付けられた。

従臣が姫の亡骸を埋葬して、墓石を建てて回向した。後日、村人は神社を建立し雛鶴神社と名付けて手厚く祀った。

## お供の松
雛鶴姫の供をし、殉死した藤原宗忠、馬場小太郎二人の従臣のために植えられたという樹齢300余年の二本の老松。雛鶴神社から約100メートル下に植えられている。近年松くい虫の被害で枯れてしまったため、村人は平成18年に二本の銀杏の木に植え替え、現在に至る。

## 沿革
- 2013年（平成25年）10月3日 - 大塔会[11]のメンバー20名が雛鶴神社を視察
- 2013年（平成25年）12月19日 -  鎌倉宮内宮で曽雌の氏子が正式参拝
- 2014年（平成26年）5月2日 - 氏子総代と関係者は鎌倉宮に雛鶴神社を兼務社にするよう嘆願書を提出
- 2014年（平成26年）6月5日 - 船橋宮司（鎌倉宮トップ）らが雛鶴神社を視察、曽雌の地が南御方（雛鶴姫）ご薨去の地であると確信する
- 2014年（平成26年）7月30日 - 鎌倉宮総代会にて雛鶴神社が「鎌倉宮兼務社」に認定された
- 2014年（平成26年）8月30日 - 曽雌区会兼曽雌自治会会議にて雛鶴神社が「鎌倉宮兼務社」を承認
- 2015年（平成27年）3月10日 - 鎌倉宮から兼務社の認証通知書が出される[12]
- 2015年（平成27年）4月18日・4月19日 - 初の祭典神事が行われる[13][14]